# Maximilian Arnold
Maximilian „Maxi“ Arnold (* 27. Mai 1994 in Riesa) ist ein deutscher Fußballspieler. Er steht seit 2009 beim Bundesligisten VfL Wolfsburg unter Vertrag.

## Karriere

### Vereine
Arnold begann im Jahre 2000 beim BSV Strehla mit dem Fußballspielen und wechselte 2003 zum SC Riesa und 2006 in die Jugendabteilung von Dynamo Dresden. Als es 2006 um die Aufnahme in die Sportschule von Dynamo Dresden ging, durfte er nicht am Aufnahmetest teilnehmen. Aber ein Trainer aus Gröditz und ein Verantwortlicher der Dresdner setzten sich für ihn ein und er durfte dann doch mit zwölf Jahren nach Dresden gehen.
Er wechselte 2009 zum VfL Wolfsburg. Hier wurde er zunächst in der U-17-Bundesliga und A-Junioren-Bundesliga eingesetzt. Mit der U-19 des VfL Wolfsburg wurde er 2011 deutscher A-Jugendmeister. In der Saison 2011/12 holte ihn Felix Magath zu den Profis des VfL. Am 26. November 2011 bestritt er mit 17 Jahren, 5 Monaten und 30 Tagen sein erstes Bundesligaspiel. In der Partie des 14. Spieltags beim FC Augsburg wurde er in der 86. Minute für Makoto Hasebe eingewechselt. Er ist damit der jüngste Debütant in der Bundesligageschichte des VfL Wolfsburg. Am 13. April 2013 erzielte Arnold beim 2:2 gegen die TSG 1899 Hoffenheim sein erstes Bundesligator. Damit ist er auch der jüngste Torschütze der Vereinshistorie. Im darauffolgenden Spiel gegen Werder Bremen gelang ihm sein zweiter Bundesligatreffer. Zudem wurde er zum zweiten Mal nach 2011 deutscher A-Jugendmeister.
Vor der Saison 2013/14 verlängerte Arnold seinen Vertrag bis zum 30. Juni 2017. Am ersten Spieltag der Saison rutschte Arnold für den erkrankten Ivan Perišić in die Startelf, wurde aber in der 32. Minute mit einer Roten Karte vom Platz gestellt. Arnold ist damit auch der jüngste Rotsünder der Vereinsgeschichte. Dennoch spielte sich der talentierte Offensivspieler in dieser Spielzeit zur Stammkraft und konnte Diego von der Spielmacherposition verdrängen, der darauf zur Winterpause zu Atlético Madrid wechselte.
Sein 300. Pflichtspiel für die Wölfe bestritt Arnold am 3. März 2021 bei der 0:2-Niederlage im DFB-Pokal Viertelfinale gegen RB Leipzig.
Arnolds Vertrag bei den Wölfen läuft bis 2026.
Im Juli 2022 wurde Arnold vom neuen Cheftrainer Niko Kovač zum neuen Mannschaftskapitän der Wölfe ernannt.

### Nationalmannschaft
Arnold wurde nach mehreren Lehrgängen beim DFB das erste Mal im Mai 2010 zu zwei Länderspielen der deutschen U-16-Nationalmannschaft in Dänemark berufen. Er empfahl sich in den Länderspielen in einem Team aus Spielern des erweiterten Kreises für die Stammformation des Jahrgangs 1994. Im Jahr darauf nahm er mit der deutschen U-17-Auswahl an zwei hochkarätigen Turnieren sowie an der Qualifikation zur U-17-Europameisterschaft teil. Für die Europameisterschaft im Mai 2011 und die U-17-Weltmeisterschaft im Juli 2011 stand er auf Abruf.
Für die U-20-Nationalmannschaft spielte er erstmals am 6. September 2013 im Rahmen einer „Internationalen Spielrunde“ (mit Italien, Polen und der Schweiz), die in Pfullendorf die Auswahl Polens mit 2:0 besiegte. Arnold traf dabei zur 1:0-Führung.
Am 19. November 2013 debütierte er beim 2:2-Unentschieden gegen Rumänien für die U-21-Nationalmannschaft.
Sein Länderspiel-Debüt in der A-Nationalmannschaft gab er am 13. Mai 2014 in Hamburg beim 0:0 im Test-Länderspiel gegen die Auswahl Polens mit seiner Einwechslung in der 76. Minute für Max Meyer.
Bei der U21-EM 2017 in Polen kam Arnold in jedem Spiel zum Einsatz und führte Deutschland als Kapitän zum Turniersieg.
Anfang Juli 2021 wurde Arnold von Stefan Kuntz in den Kader der deutschen Olympiaauswahl für das Fußballturnier der Olympischen Sommerspiele 2021 berufen. Arnold bestritt zwei Gruppenspiele. Nach einer Niederlage gegen Brasilien, einem knappen Sieg gegen Saudi-Arabien und einem Unentschieden gegen die Elfenbeinküste schied seine Olympiaauswahlmannschaft allerdings schon nach der Gruppenphase aus dem Turnier aus.
Aufgrund einer Covid-19-Infektion von Niklas Süle in der A-Nationalmannschaft wurde Arnold am 9. November 2021 für zwei anstehende Qualifikationsspiele zur WM 2022 von Bundestrainer Hansi Flick nachnominiert. In beiden Partien kam er als Einwechselspieler zum Einsatz.

## Erfolge

### Nationalmannschaft
- U-21-Europameister: 2017

### VfL Wolfsburg
- Deutscher Pokalsieger: 2015
- Deutscher Vizemeister: 2015
- Deutscher Supercupsieger: 2015
- Deutscher A-Jugend-Meister: 2012/13

## Soziales Engagement
Maximilian Arnold ist seit 2019 Schirmherr des nach ihm benannten Maximilian-Arnold-Wölfecamps für krebskranke Kinder auf der Anlage „Haus am Bernsteinsee“ im Landkreis Gifhorn und seit 2020 Schirmherr der gesamten Anlage, die vom Verein für krebskranke Kinder Harz e. V. errichtet und unterhalten wird.